# Jo Schreve-IJzerman

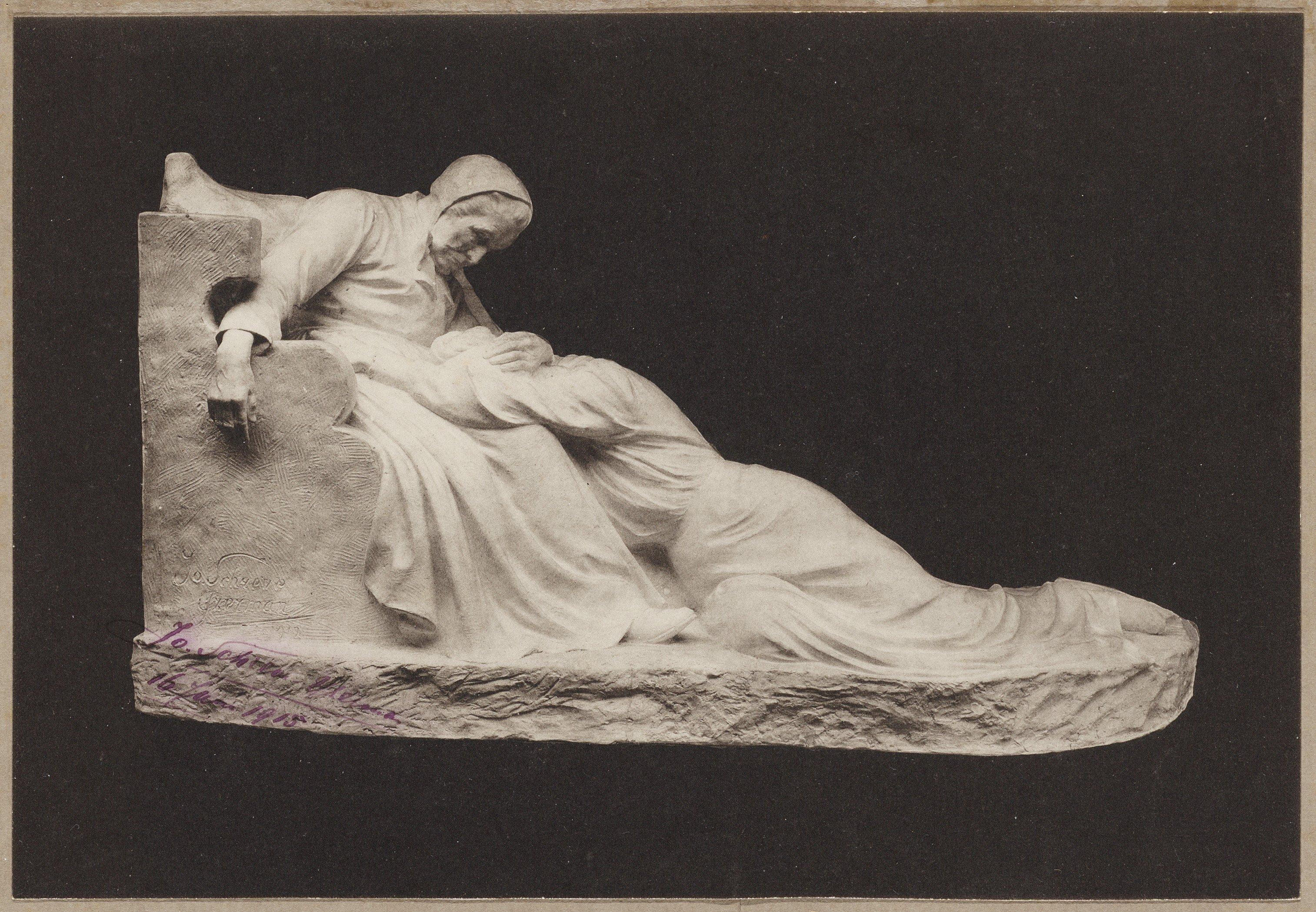
Terracotta beeldengroep (1912) met een zittende oude vrouw, die poogt een jonge vrouw te troosten.

Johanna Adriana (Jo) Schreve-IJzerman (Numansdorp, 21 oktober 1867 – Amsterdam, 11 maart 1933) was een Nederlandse beeldhouwer.

## Leven en werk
Schreve was een dochter van Mattheus Johannes IJzerman, directeur van een hbs, en Neeltje Elizabeth Lalleman. Ze trouwde in 1894 met de arts Christiaan Fredrik Schreve. Ze kreeg les van de beeldhouwer Bart van Hove. Schreve maakte figuratief werk, veelal portretten.
Schreve was naast haar beeldhouwwerk maatschappelijk actief. Ze was onder meer lid van Arti et Amicitiae, lid van de subcommissie voor beeldende kunst van de tentoonstelling De Vrouw 1813-1913 (1912-1913), lid van het Vrouwencomité voor de Distributie (1918), lid van de bioscoopcommissie van Amsterdam (vanaf 1919) en voorzitter van het tentoonstellingscomité van een tentoonstelling van de Nederlandse Vereniging van Huisvrouwen in het Paleis voor Volksvlijt (1920).
Ze overleed op 65-jarige leeftijd en werd begraven op Zorgvlied.